# سامسونج جالكسي تاب 4 10.1
سامسونج جالكسي تاب 4 10.1 (بالإنجليزية: Samsung Galaxy Tab 4 10.1)‏ هو حاسوب لوحي من إلكترونيات سامسونج ضمن سلسلة سامسونج جالكسي تاب يعمل بنظام أندرويد تم الكشف عنه في 1 أبريل 2014، تم طرحه في الأسواق في 1 مايو 2014.

## الخصائص
- نظام التشغيل: أندرويد
- الكاميرا الخلفية: 3.15 ميجابكسل
- الوزن: WiFi: 485 غ (1.069 رطل), 3G: 487 غ (1.074 رطل), 4G/LTE: 489 غ (1.078 رطل)
- المعالج: 1.2 جيجا هرتز
- الذاكرة: 1.5 جيجابايت
- التخزين: 64 جيجابايت